# Free Internet Chess Server
Free Internet Chess Server (FICS) je šachový internetový server, který vznikl jako nekomerční varianta k Internet Chess Clubu. Na serveru je možno hrát i jiné varianty šachu. Internetová adresa je http://www.freechess.org. FICS byl jedním z nejatraktivnějších bughouse serverů, lákal světové hráče jako Levon Aronian, Maarten Aronsson, Igor Bjelobrk, Jeremy Keller, Kazim Gulamali, André Nilsson, Peter Minear a Linus Olsson. Po příchodu graficky příjemnějších a moderních šachových serverů, jako je Lichess či Chess.com atraktivita FICS postupně upadla.